# Dina Sfat
Dina Sfat, pseudonimo di Dina de Souza Kutner (San Paolo, 28 agosto 1939 – Rio de Janeiro, 20 marzo 1989), è stata un'attrice brasiliana.

## Biografia
Figlia di ebrei polacchi, Dina Sfat debuttò come attrice nel 1962, in uno spettacolo teatrale di Antônio Abujamra, ottenendo subito successo. Dal 1965 intraprese una carriera cinematografica, che toccò il culmine nel 1968 col ruolo della guerrigliera 'Ci' in Macunaima. Verso la fine degli anni 60 cominciò ad apparire anche nelle telenovelas: la si ricorda soprattutto in Gabriela (accanto a Sônia Braga), Magia (titolo originale O Astro) e nella miniserie Avenida Paulista.
Posò nuda per Playboy nel 1982, in un inserto speciale.
Nel 1986 Dina Sfat scoprì di avere un tumore al seno. Ben presto apparve chiaro che le speranze di sconfiggerlo erano minime: nondimeno l'attrice tentò ogni tipo di trattamento. Visse altri tre anni, che furono spesi intensamente: realizzò un viaggio in URSS, dove prese parte a un documentario sui primi passi della Perestrojka; pubblicò poi un'autobiografia, nella quale non esitò a parlare della sofferenza causatale dal tumore; in condizioni ormai precarie lavorò ancora in una telenovela, Bebê a bordo, e in un film, O Judeu, che verrà distribuito nelle sale cinematografiche solo dieci anni dopo la sua morte. 

## Vita privata
Fu sposata per 17 anni col collega Paulo José, che la rese madre di tre figlie, due delle quali diventeranno anche loro attrici (Bel Kutner e Ana Kutner). Il matrimonio terminò con un divorzio.

## Filmografia

### Televisione
- Ciúme (TV Tupi) (1966)
- O Amor Tem Cara de Mulher (TV Tupi) (1966)
- A Intrusa (TV Tupi) (1967)
- Os Fantoches (TV Excelsior) (1967)
- Os Acorrentados (Rede Record) (1969)
- Assim na Terra Como no Céu (1970)
- Verão Vermelho (1970)
- O Homem que Deve Morrer (1971)
- Caso Especial (episodio: "A Pérola") (1971)
- Selva de Pedra (1972)
- Os ossos do barão (1973)
- Caso Especial (episodio: "As Praias Desertas") (1973)
- Fogo Sobre Terra (1974)
- Gabriela (1975)
- Saramandaia (1976)
- Caso Especial (episodio: "Quem Era Shirley Temple?") (1976)
- Caso Especial (episodio: "O Caminho das Pedras Verdes") (1978)
- Magia (O Astro) (1977)
- Os Gigantes (1979)
- Malù donna (Malu mulher) - episodio: "A Trambiqueira" (1980)
- Caso Verdad - episodio: "Filhos da Esperança" (1981)
- Avenida Paulista (1982)
- Eu Prometo (1983)
- Tris di cuori (Rabo-de-Saia) (1984)
- Bebê a Bordo (1988)

### Cinema
- Macunaíma (1969)
- Tati (1973)
- Heart and Guts (1982)